# قاعدة 5 + 6
قاعدة 5 + 6 كانت عبارة عن اقتراح لقاعدة كرة القدم الخاصة بالاتحاد الذي اعتمده الفيفا خلال اجتماع في مايو 2008،  على الرغم من أنه قد تمت مناقشته منذ عام 1999.  تم التخلي عن الفكرة في يونيو 2010. تطلبت القاعدة ما يلي: في بداية كل مباراة - يجب على كل ناد أن يضم ستة لاعبين على الأقل مؤهلين للعب مع المنتخب الوطني لبلد النادي.

## تعريف
في بداية كل مباراة، يجب على كل ناد أن يضم ستة لاعبين على الأقل مؤهلين للعب مع المنتخب الوطني لبلد النادي. ومع ذلك، لا توجد قيود على عدد اللاعبين غير المؤهلين بموجب عقد مع النادي، ولا على البدائل لتجنب القيود غير الرياضية على المدربين (يحتمل أن تكون 3 + 8 في نهاية المباراة).

## تفسير
الهدف من هذه القاعدة هو استعادة الهوية الوطنية لأندية كرة القدم التي لجأت بشكل متزايد إلى إشراك لاعبين أجانب في فرقهم. ويهدف أيضًا إلى تقليل الفجوة المتزايدة بين أندية كرة القدم الكبيرة والصغيرة. يُشتق اسم القاعدة من 11 لاعبًا في كل ناد يلعبون على أرض الملعب في بداية المباراة، حيث يُطلب من ستة لاعبين أن يكونوا مؤهلين للمنتخب الوطني ولا يخضع باقي اللاعبين الخمسة لهذا القيد.

## قرار اعتمده كونغرس الفيفا
قرر مؤتمر الفيفا، في اجتماعه في سيدني يومي 29 و 30 مايو 2008، ما يلي:
1. 1. دعم كامل لأهداف "6 + 5" على النحو المنصوص عليه في المؤتمر أعلاه.
  2. نطلب من رئيسي FIFA والاتحاد الأوروبي لكرة القدم مواصلة استكشاف أوروبا، جنبًا إلى جنب مع عالم الرياضة - أبطال كرة القدم، وكذلك اللجنة الأولمبية الدولية والاتحادات الدولية - جميع الوسائل الممكنة في حدود القانون لضمان أن هذه الألعاب الرياضية الحاسمة تتحقق الأهداف.
  3. منح رئيس FIFA التفويض، إذا لزم الأمر، لاتخاذ خطوات مماثلة في القارات الأخرى بالتعاون مع الاتحاد القاري ذي الصلة.

### خلفية 5 + 6
1. أسس كرة القدم هي الانسجام والتوازن بين المنتخب الوطني لكرة القدم والأندية.
2. يهدد فقدان الأندية الهوية الوطنية الأول ويؤدي إلى زيادة عدم المساواة بين الأندية، وبالتالي توسيع الفجوة المالية والرياضية بينهما، وتقليل القدرة التنافسية لمنافسات الأندية وزيادة القدرة على التنبؤ بنتائجها.
3. الحماية.
  1. تعليم وتدريب اللاعبين الشباب.
  2. ونوادي التدريب.
  3. قيم الجهد والتحفيز في كرة القدم، وخاصة بالنسبة للاعبين الشباب، هي عنصر أساسي لحماية المنتخبات الوطنية واستعادة التوازن الرياضي والمالي لكرة القدم للأندية.
4. لن يستمر التطور العالمي لكرة القدم خلال القرن الماضي إذا كانت هناك تفاوتات متزايدة بين القارات والبلدان والأبطال في كرة القدم.

### تقويم 5 + 6
الهدف هو أن يكون هناك تنفيذ تدريجي يبدأ في بداية موسم 2010-11 لمنح الأندية الوقت لتعديل فرقها على مدى عدة سنوات:

## الموقف القانوني في الاتحاد الأوروبي
تم وصف قاعدة 6 + 5 في مناسبات عديدة بأنها غير قانونية من قبل الاتحاد الأوروبي ورفضها البرلمان الأوروبيفي 9 مايو 2008.  هذه القاعدة تنتهك كلاً من المادة 48 من معاهدة المجموعة الأوروبية وحكم بوسمان. التقى رئيس الفيفا سيب بلاتر مع ممثلين عن بطولات الدوري الأوروبي لشرح القاعدة الجديدة وحشد الدعم لها في 22 يوليو 2008.
في اجتماع غير رسمي لوزراء الرياضة الأوروبيين في بياريتزيومي 27 و 28 نوفمبر / تشرين الثاني 2008، سعى FIFA مرة أخرى للحصول على دعم لقواعده المقترحة. في بيان ختامي، أعرب الوزراء عن رغبتهم في «تشجيع المزيد من النقاش حول المبادرات التي تطرحها الاتحادات الدولية لتشجيع فرق الأندية المحترفة في كل دولة على تطوير وجود رياضيين قادرين على التأهل للمنتخبات الوطنية، بما يتوافق مع قانون الاتحاد الأوروبي. لتعزيز الجذور الإقليمية والوطنية للرياضة المحترفة».
بينما أعرب الفيفا عن ارتياحه لاستمرار الحوار،  كرر مفوضي الاتحاد الأوروبي وجهة نظرهم بأن «قاعدة 6 + 5 تقوم على التمييز المباشر على أساس الجنسية، وبالتالي فهي ضد أحد المبادئ الأساسية لقانون الاتحاد الأوروبي.»  استنتج المراقبون أن الوضع الراهن لم يتغير.
تم تكليف المعهد المستقل للشؤون الأوروبية (INEA) من قبل الفيفا للتحقيق فيما إذا كانت القاعدة قانونية بموجب قانون الاتحاد الأوروبي الحالي.  في 26 فبراير 2009، أصدر INEA رأي خبير يعلن أن قاعدة 6 + 5 «يمكن تنفيذها بما يتماشى مع قانون المجتمع الأوروبي.»
ومنذ ذلك الحين تم إلغاء الحكم اعتبارًا من يونيو 2010 حيث قالت المفوضية الأوروبية إن مثل هذا الاقتراح سيتعارض مع قوانين العمل في الاتحاد الأوروبي.